# Turkey (Texas)
Turkey é uma cidade localizada no estado norte-americano do Texas, no Condado de Hall.

## Demografia
Segundo o censo norte-americano de 2000, a sua população era de 494 habitantes.
Em 2006, foi estimada uma população de 489, um decréscimo de 5 (-1.0%).

## Geografia
De acordo com o United States Census Bureau tem uma área de
2,1 km², dos quais 2,1 km² cobertos por terra e 0,0 km² cobertos por água. Turkey localiza-se a aproximadamente 711 m acima do nível do mar.

## Localidades na vizinhança
O diagrama seguinte representa as localidades num raio de 44 km ao redor de Turkey.